# یوان ۶۵۴۱
سیارک ۶۵۴۱ (به انگلیسی: 6541 Yuan، نامگذاری:1984DY) شش هزار و پانصد و چهل و یکمین سیارک کشف شده‌است که در ۲۶ فوریه ۱۹۸۴ کشف شد.